# نیارپولا
نیارپولا (به لاتین: Niyarepola) یک منطقهٔ مسکونی در سری‌لانکا است که در استان مرکزی (سری‌لانکا) واقع شده‌است.